# ミア・ファロー
ミア・ファロー（Mia Farrow、1945年2月9日 - ）は、アメリカの女優。40本を超える映画に出演し、ゴールデングローブ賞を含む多数の賞を獲得した。

## 生い立ち
カリフォルニア州ロサンゼルスで生まれ。父親はオーストラリア出身の映画監督ジョン・ファロー、 母親は女優のモーリン・オサリヴァン。
子供のとき小児麻痺にかかり、鉄の肺の中で1年を過ごした。1947年、母親の出演作でデビュー。1950年代に、冷戦教育映画『Duck and Cover』に出演した。

## キャリア

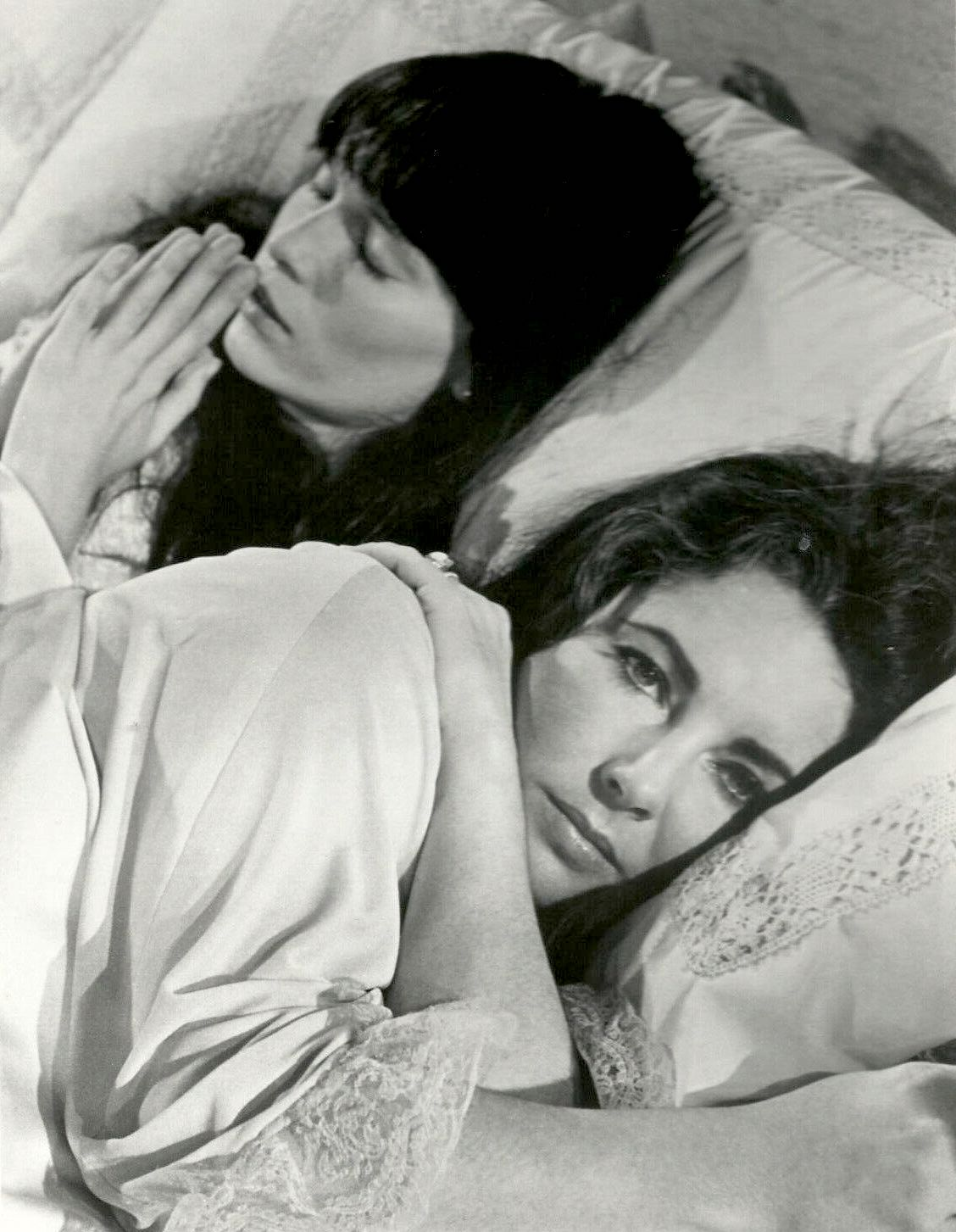
『秘密の儀式』（1968年）でエリザベス・テイラーと共演

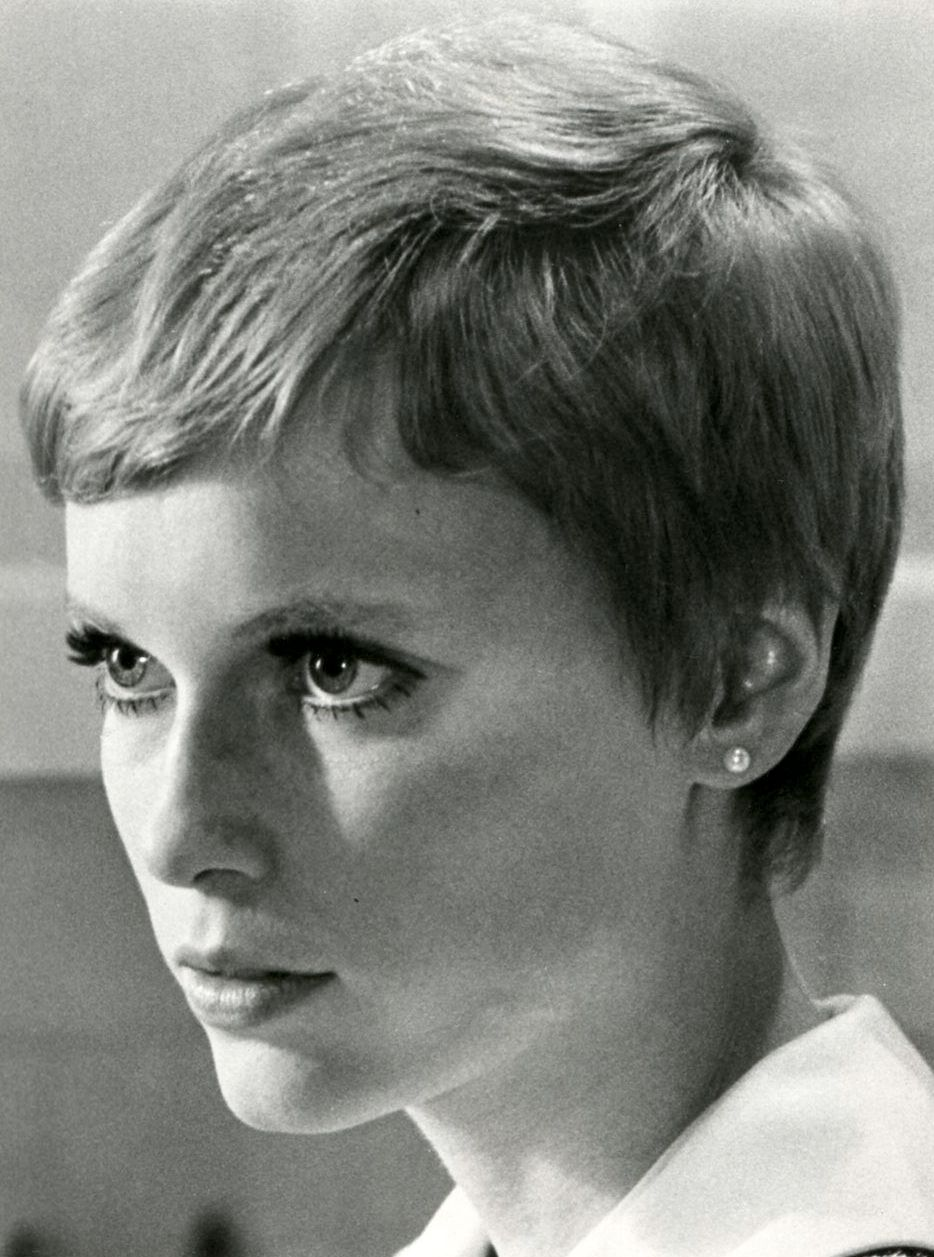
『ローズマリーの赤ちゃん』（1968年）

ファローは父親の反対にもかかわらず女優を志し、1960年代、本格的に女優として活動し始めた。1963年には舞台デビューを果たし、何本かの映画に脇役で出演。1964年から放映されたソープオペラ『ペイトンプレイス物語』でライアン・オニールと共演して広く知られるようになる。1974年から1977年まで、ロンドンのロイヤル・シェイクスピア・カンパニーでチェーホフ、ゴーリキー、ロルカ、シェイクスピアの舞台劇の主役を演じた。
1968年、映画『ローズマリーの赤ちゃん』で映画初主演し、その演技によって数々の賞を獲得し、トップ女優としての地位を確固たる物とした。映画評論家で作家のステファン・ファーバーは、彼女の演技を「痺れるような衝撃……これは俳優と役柄が、奇跡ともいえる神話的な合致を見せた、まれな例の1つである。アイラ・レヴィンの物語の鋭い楔が、全ての妊娠している女性の、自分の中で見知らぬ者が育っているという恐怖ならば、ミア・ファローはそれらの恐怖に、リアルな人間らしい説得力を与えている」と評した。
映画評論家のロジャー・イーバートは、「この映画の輝きをより引き出しているのは、ロマン・ポランスキーの演技指導、そして真に素晴らしい演技の連続…キャラクターは物語を実際に生きる人間となって現れる。この偉業のための多くの賞賛が、ローズマリーを演じるミア・ファローのものになるべきだ」と評した。
『ローズマリーの赤ちゃん』の後、ファローは『秘密の儀式』でエリザベス・テイラーと共演。この映画の評価は分かれたが、熱心なファンを生み続けた。60年代後半に出演した映画『ジョンとメリー』では、ダスティン・ホフマンと共演した。
1970年代、ファローは有名な映画に数多く出演した。1971年のスリラー『見えない恐怖』、1972年にはクロード・シャブロル監督の『ジャン＝ポール・ベルモンドの交換結婚』、1974年の『華麗なるギャツビー』ではデイジー・ブキャナンを演じた。また、1978年にはロバート・アルトマン監督の『ウエディング』にも出演した。また、1976年のミュージカル版『ピーター・パン』他、多くのテレビ映画でも活躍した。
1980年代と1990年代前半には、監督ウディ・アレンと数々の作品で一緒になる。その当時のアレンの映画にはほぼ全部出演している。主な作品は『ハンナとその姉妹』、『カイロの紫のバラ』、『ブロードウェイのダニー・ローズ』、『アリス』。また、『スーパーガール』では、スーパーガール・カーラの母アルーラを演じた。1982年のアニメーション映画『The Last Unicorn』では声優としてユニコーンの声を吹き替えている。
ファローは幼い子供の養育に専念するため、1990年代はそれほど頻繁に働かなかったが、それにもかかわらず、いくつかの有名な映画に主役として出演した。1994年にはアイルランド映画『Widows' Peak』、1995年には『マイアミ・ラプソディー』、『Reckless』等。
また、1990年代と2000年代前半には数々のインディーズ映画やテレビ用映画に出演している。
近年、ファローは2006年にリメイクされた『オーメン』で悪魔のような乳母・ベイロック夫人を演じた。映画自体は批評家の芳しくない反応を受けたが、ファローの演技は広く称賛された。AP通信は、「ミア・ファローの存在を天に感謝」と配信、彼女の演技を「古いものを改良する新しい“前兆”のまれな例」と称えた。Filmcritic.comは加えて「ファローが人気をさらった、そして『シアトル・ポスト・インテリジェンサー』は「地獄からきた口の上手い乳母を演じ、ゾクゾクするほど真に迫ったミア・ファローの演技は、ローズマリー、彼女自身のための、実に美味しい復活の役柄」と述べた。
2007年9月現在、日本公開の最新作はリュック・ベッソン監督のファンタジー映画『アーサーとミニモイの不思議な国』（3部作）。他にも2007年に公開予定の完成作が数本待機中。その中の1本は、ミシェル・ゴンドリー監督、ジャック・ブラック、ダニー・グローヴァーと共演の『僕らのミライへ逆回転』。

## 活動
ミア・ファローは子供の権利を積極的に訴えている。主にアフリカの紛争地域の、子供のための意識向上と基金集めのために活動している。ファローはユニセフの親善大使であり、ポリオを根絶し、彼女の幼い頃のように病から救われるように、広い範囲に働きかけた。彼女は2004年11月と2006年6月の2度、ダルフールに旅行。ダルフール難民保護のために、スーダンのユニセフで働いていた彼女の息子ローナン・ファローを伴った。ミア・ファローの撮ったダルフールの写真は2006年7月に『ピープル』に掲載された。また、ファローは2006年7月25日に『シカゴ・トリビューン』で発行された、ダルフール難民の危機に関する記事を書いた 。

## 私生活
1968年、ファローは有名なインド旅行を決行。その年の前半を、リシケーシュのUttar Pradeshにあるマハリシ・マヘーシュ・ヨーギーのアシュラムで、超越瞑想を学ぶのに費やした。この訪問は、メンバーがビートルズ、ドノヴァン、マイク・ラヴ（ザ・ビーチ・ボーイズのリードシンガー）、プルーデンス・ファロー（ミアの妹、ジョン・レノン作の歌「ディア・プルーデンス」のモデルとなった人物）そしてミア・ファローとあって、世界中のメディアから注目を集めた。

### フランク・シナトラ
ファローは歌手のフランク・シナトラと1966年に結婚した。彼女が21歳。シナトラは50歳であった。しかし『ローズマリーの赤ちゃん』撮影中、シナトラは離婚届にサインするように要請。1968年に離婚した。1998年にシナトラが死去した際には彼の葬儀に参列している。

### アンドレ・プレヴィン
ファローはユダヤ系ドイツ人のピアニスト、アンドレ・プレヴィンと1970年に再婚。 当時プレヴィンはクラシックの指揮者に転向して間もないころで、英国のロンドン交響楽団の音楽監督だった。プレヴィンがロンドン交響楽団を指揮してEMIに録音した音楽物語『ピーターと狼』でナレーターを務めるなどの協業もある。プレヴィンの前妻でソングライターのドリー・プレヴィンは夫が自分を離れたのはファローのせいだと非難、彼女を非難する歌「Beware of Young Girls」を書いた。ファローとプレヴィンは双子を含む3人の子供を儲け、養子をベトナムから2人、韓国から1人迎えた。韓国から迎えた1人は、後にウディ・アレンの妻となるスン＝イー・プレヴィンである。ファローとプレヴィンは1979年に離婚したが、その後も良い関係を保った。

### ウディ・アレン
1980年代から1990年代にかけて、映画監督のウディ・アレンと交際するが、2人は結婚も同棲もしなかった。2人の間には実子の息子が1人おり、共同で女子と男子を1人ずつ養子にしている。アレンはファローとの交際中にファローの養子スン＝イー・プレヴィンと肉体関係を持ち、またファローが共同の養子ディランへの性的虐待でアレンを告発したことにより、関係は破綻した。

## 子供達
ファローは1970年代より貧困地域の子供たちを養子に迎え入れていることで知られている。その多くが、受け入れが難しいと思われた身体障害者だった。ファローには、アンドレ・プレヴィンとの間に、3人の養子と、3人の実子がいる。さらに、ファローはウディ・アレンとの間に実子1人と、養子2人を儲けた。ファローは、その後単独で新たに5人の子供を養子にした。最後の子供は1995年に迎え入れられた。ファローは14人の子供を持ち、そのうち10人は養子である。ファローはユニセフとのかかわり合いでも見られるように、政府機関で養子の奨励に積極的に取り組んでいる。
ファローは養女スン＝イー・プレヴィンとウディ・アレンの結婚以来、スン＝イーと疎遠になった。ファローは『ロンドン・オブザーヴァー』でこのことを「悲劇」と形容し、「スン＝イーは二度と戻らないでしょう」と述べた。ファローはスン＝イーについて、「彼女は韓国の路上で保護され、アメリカの孤児院に連れて来られました。そして、スン＝イーの側から考えれば〜非常に偏狭な考えですが〜彼女は、韓国から来た小さな孤児という境遇を、もっと良い境遇に変えたのです。たぶん、彼女が責められることはないでしょう」と語った。
ファローに養子にとられた10名のうち、3人は若くして既に死去している。ファローの養女ラークは、貧困に苦しんだ末、AIDSによる肺炎により2008年に35歳で死去している。
ファローの養女タム・ファローは、長患いの末に2000年3月、19歳で死去した。しかし、養子の一人サディアスの証言によれば、実際にはタムの死因は薬のオーバードーズによる自殺であるという。
2016年9月21日、養子の息子のサディアス・ウィルク・ファローが車の中で命にかかわる怪我をしているのが発見され、病院に搬送されたが、死去した。27歳没。検視官によると死因は自ら胴体を撃った自殺であることか判明した。

## 社会的な活動
国連親善大使のほか、ダルフール紛争解決へ向けた活動を行うなど社会的な一面も見せる。後者については、2007年3月、紛争を解決しようという姿勢を見せない中華人民共和国を牽制するために、北京オリンピック組織委員会顧問のスティーヴン・スピルバーグに抗議活動を行い話題となった（抗議との関連性は不明であるが、翌月、スピルバーグは中国国家主席に対し、紛争解決を働きかけるよう書簡を送った）。2009年にはハンガーストライキも行っている。

## トリビア
- ファローは『サウンド・オブ・ミュージック』のオーディションを受けた。この映像は40周年記念で発売された『サウンド・オブ・ミュージック』のDVDに収録されている。
- ビートルズの『ディア・プルーデンス』という曲は、彼女の妹プルーデンス・ファローについて歌われたものである（詳細は同曲の項目を参照）。
- かつてアカデミー賞の授賞式のスピーチにおいて、もっとも好きな映画として日本の怪獣映画『ゴジラ』をあげたことがある。

## フィルモグラフィー
| 公開年 | 邦題 原題                                                              | 役名                       | その他     |
| ------ | ---------------------------------------------------------------------- | -------------------------- | ---------- |
| 1964   | バタシの鬼軍曹 Guns at Batasi                                          | カレン・エリクソン         |            |
| 1967   | 殺しのダンディー A Dandy in Aspic                                      | キャロライン               |            |
| 1968   | 秘密の儀式 Secret Ceremony                                             | セシル                     |            |
| 1968   | ローズマリーの赤ちゃん Rosemary's Baby                                 | ローズマリー・ウッドハウス |            |
| 1969   | ジョンとメリー John and Mary                                           | メリー                     |            |
| 1971   | 見えない恐怖 See No Evil                                               | サラ                       |            |
| 1971   | さようならおんぼろアン Goodbye, Raggedy Ann                            | Brooke Collier             | テレビ映画 |
| 1972   | フォロー・ミー Public eyes                                             | ベリンダ                   |            |
| 1972   | ジャン＝ポール・ベルモンドの交換結婚 Docteur Popaul                    | クリスティーヌ             |            |
| 1974   | 華麗なるギャツビー The Great Gatsby                                    | デイジー                   |            |
| 1976   | Peter Pan                                                              | ピーター・パン             | テレビ映画 |
| 1977   | ジュリア・幽霊と遊ぶ女 Full Circle                                     | ジュリア・ロフティング     |            |
| 1978   | ウエディング A Wedding                                                 | エリザベス                 |            |
| 1978   | アバランチ/白銀の恐怖 Avalanche                                        | キャロライン               |            |
| 1978   | ナイル殺人事件 Death on the Nile                                       | ジャクリーン               |            |
| 1979   | ハリケーン Hurricane                                                   | シャーロット・ブルックナー |            |
| 1982   | サマー・ナイト A Midsummer Night's Sex Comedy                          | アリエル                   |            |
| 1982   | The Last Unicorn                                                       | Unicorn/Amalthea           | 声         |
| 1983   | カメレオンマン Zelig                                                   | ユードラ・フレッチャー医師 |            |
| 1984   | ブロードウェイのダニー・ローズ Broadway Danny Rose                     | ティナ                     |            |
| 1984   | スーパーガール Supergirl                                               | アルーラ                   |            |
| 1985   | カイロの紫のバラ The Purple Rose of Cairo                              | セシリア                   |            |
| 1986   | ハンナとその姉妹 Hannah and Her Sisters                                | ハンナ                     |            |
| 1987   | ラジオ・デイズ Radio Days                                              | サリー・ホワイト           |            |
| 1987   | セプテンバー September                                                 | レーン                     |            |
| 1988   | 私の中のもうひとりの私 Another Woman                                   | ホープ                     |            |
| 1989   | ニューヨーク・ストーリー New York Stories                              | リサ                       |            |
| 1989   | ウディ・アレンの重罪と軽罪 Crimes and Misdemeanors                     | ハリー・リード             |            |
| 1990   | アリス Alice                                                           | アリス・テイト             |            |
| 1992   | ウディ・アレンの影と霧 Shadows and Fog                                 | アーミー                   |            |
| 1992   | 夫たち、妻たち Husbands and Wives                                      | ジュディ・ロース           |            |
| 1994   | Widows' Peak                                                           | キャサリン                 |            |
| 1995   | マイアミ・ラプソディー Miami Rhapsody                                  | ニーナ・マーカス           |            |
| 2006   | オーメン Omen                                                          | ベイロック夫人             |            |
| 2007   | アーサーとミニモイの不思議な国 Arthur and Minimoys                     | アーサーの祖母             |            |
| 2007   | 僕らのミライへ逆回転 Be Kind Rewind                                    | ファレヴィチ               |            |
| 2009   | アーサーと魔王マルタザールの逆襲 Arthur and the Vengeance of Maltazard | アーサーの祖母             |            |
| 2011   | ダークホース 〜リア獣エイブの恋〜 Dark Horse                           | フィリス                   |            |

## 著書
- Farrow, Mia (1997). What Falls Away: A Memoir. New York: Random House. ISBN 978-1-984-80011-4
  - ミア・ファロー 著、渡辺葉 訳『ミア・ファロー自伝 去りゆくものたち』集英社、1998年10月26日。ISBN 978-4087733082。